# Idősek világnapja

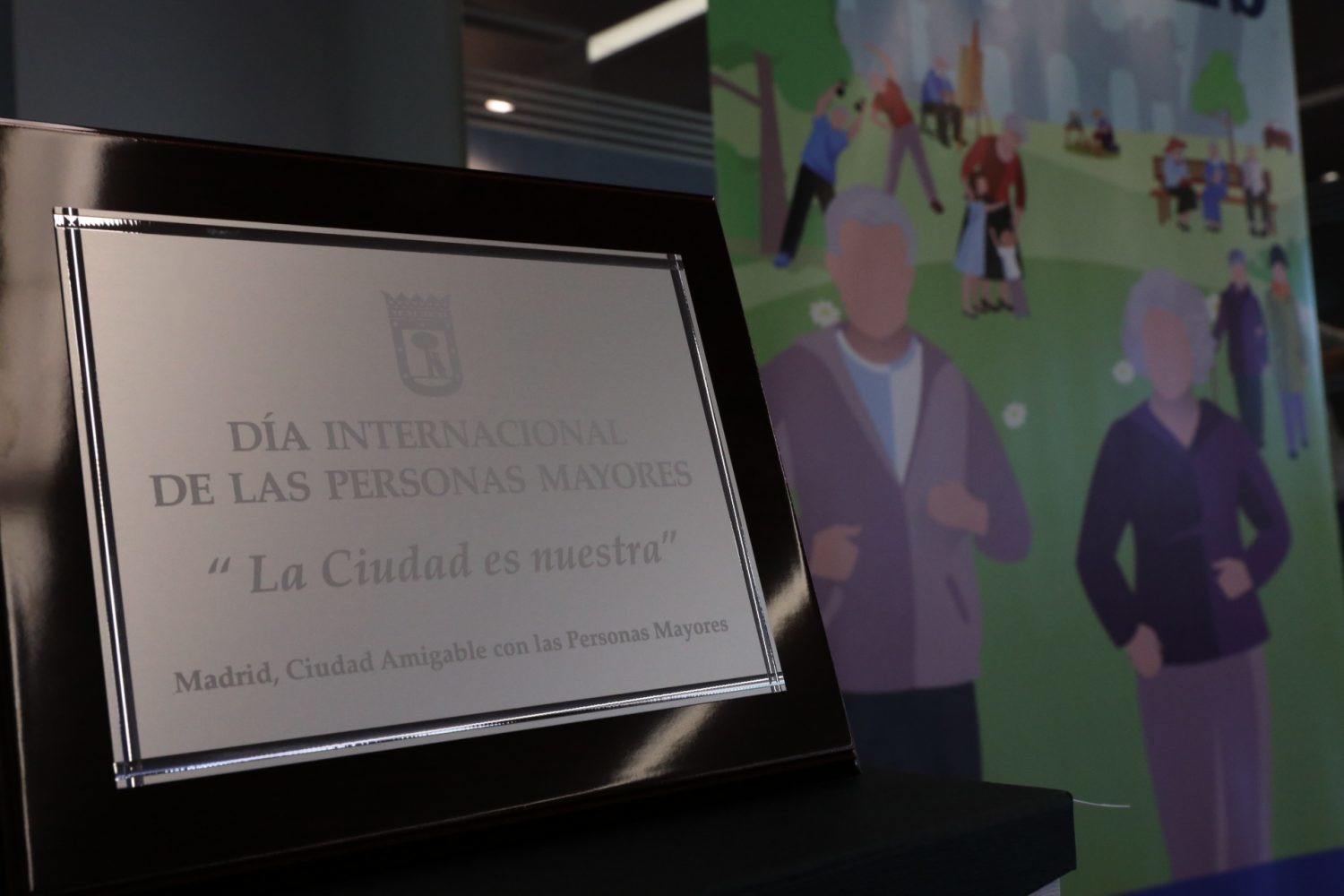
Az idősek világnapját hirdető tábla Madridban

Minden évben október 1-jén tartják az idősek világnapját. 1990. december 14-én az ENSZ Közgyűlése szavazta meg, és rögzítette 45/106 számú határozatában, hogy október 1-je legyen az idősek nemzetközi napja. Először 1991. október 1-jén tartották meg az ünnepet. Az időseket érintő kérdésekre történő figyelemfelkeltéssel ünneplik, például az öregedés vagy az idősek bántalmazása. 
2019-ben világszerte 703 millió 65 évnél idősebb személy élt. Az elkövetkező évtizedekben az idősek száma világszerte növekedni fog és 2050-re eléri az 1,5 milliárd főt. 2021-ben a Digitális méltányosság minden korosztály számára téma arra hívja fel a figyelmet, hogy az időseknek hozzá kell férniük és részt kell venniük a digitális világban.

## Témák
- 1998 & 2000: Minden korosztály társadalma
- 2004: Idős személyek a többgenerációs társadalomban
- 2005: Öregedés az új évezredben
- 2006: Az idősek életminőségének javítása: az ENSZ globális stratégiáinak előmozdítása
- 2007: Az öregedés kihívásainak és lehetőségeinek kezelése
- 2008: Az idősek jogai
- 2009: Az idősek nemzetközi évének 10. évfordulója: A minden korosztály társadalma felé
- 2010: Idősek és a millenniumi fejlesztési célok
- 2011: A globális idősödés növekvő lehetőségei és kihívásai
- 2012: Hosszú élet: A jövő alakítása
- 2013: A jövő, amit akarunk: mit mondanak az idősek
- 2014: Senkit sem hátrahagyva :  A mindenki számára elérhető társadalom
- 2015: Fenntarthatóság és korosztályi integráció a városi környezetben
- 2016: Állj ki az időskori megkülönböztetés ellen!
- 2017: A jövőbe lépve: Az idősebbek tehetségeinek, hozzájárulásának és társadalmi részvételének kiaknázása
- 2018: Az idősek emberi jogi bajnokainak ünneplése
- 2019: Az idősek közötti egyenlőség felé vezető út
- 2020: Pandémiák: megváltoztatják-e az életkor és az idősödés kezelését?
- 2021: Digitális egyenlőség minden korosztály számára [4]

## Idősbarát városok
Az Egészségügyi Világszervezet 2007-ben meghirdetett "Globális Idősbarát Városok Projekt" hatására vált egyre népszerűbbé az idősbarát városok koncepciója. Az idősbarát városok fogalmába bevonja a közlekedést és a társadalmi ügyekben való részvételt, a kapcsolattaráts elősegítését. 
Németországban "Wit im Kiez" projekt keretében fejlesztett multimédiás applikáció, a tágabb szomszédságra, mint támogató csoportra tekint. Az applikáció fejlesztése során, figyelembe vették azt az alapelvet, hogy az idősek bármikor kerülhetnek olyan élethelyzetbe, amikor segítséget igényelnének, de nem szükséges kifejezetten szakmai támogatás, elegendő egy "baráti segítő kéz". 

## Statisztikai adatok
A világ népességének idősödése az egyik legnagyobb társadalmi és gazdasági kihívás. A ENSZ becslése szerint 2019-ben 703 millió 65 év feletti ember élt a világon, 2050-re ez a szám várhatóan eléri az 1,5 milliárdot.
Magyarországon a 2022-es népszámlálás szerint a 65 év felettiek aránya meghaladja a 20%-ot. Ez több mint 1,9 millió főt jelent, és az arány várhatóan tovább nő az elkövetkező évtizedekben. A legnagyobb arányban idős népesség Békés vármegye és Zala vármegye területén él.
Az időskorúak körében növekszik az egyedül élők aránya: a 75 év feletti nők közel fele egyedülálló háztartásban él, ami súlyos szociális és egészségügyi következményekkel járhat.

## Digitális szakadék és digitális befogadás
A digitális technológiák gyors fejlődése új kihívásokat jelent az idősebb generációk számára. Az Európai Unió statisztikái szerint a 65 év felettiek kevesebb mint fele használ rendszeresen internetet, és sokan digitálisan teljesen inaktívak.
Az ENSZ ezért 2021-ben a világnap témájának a „Digitális egyenlőség minden korosztály számára” mottót választotta. Ez arra hívta fel a figyelmet, hogy az idősek digitális készségeinek fejlesztése alapvető fontosságú az esélyegyenlőség és a társadalmi részvétel szempontjából.

## Fordítás
Ez a szócikk részben vagy egészben  az   International_Day_of_Older_Persons című angol Wikipédia-szócikk ezen változatának fordításán alapul.  Az eredeti cikk szerkesztőit annak laptörténete sorolja fel. Ez a jelzés csupán a megfogalmazás eredetét és a szerzői jogokat jelzi, nem szolgál a cikkben szereplő információk forrásmegjelöléseként.